# Cidaria dimidiaria
Cidaria dimidiaria là một loài bướm đêm trong họ Geometridae.